# Élections municipales de 2014 dans la Drôme
Les élections municipales de 2014 dans la Drôme se déroulent, comme dans le reste de la France, les 23 et 30 mars 2014.
Les informations suivantes concernent les seules communes de plus de 2 000 habitants situées dans le département de la Drôme. Pour connaître les résultats des élections municipales françaises de 2014 dans une autre commune, il convient de consulter l'article consacré à cette commune, ou bien le site du ministère de l'intérieur.

## Maires sortants et maires élus
Le scrutin est marqué par des changements notoires dans le département. Valence, chef-lieu de la Drôme et remportée par le PS en 2008, repasse à droite, tandis que Romans-sur-Isère, bastion socialiste depuis 1977, est remporté par l'UMP. Hormis quelques succès à Châteauneuf-du-Rhône et Saint-Rambert-d'Albon, la gauche essuie également plusieurs revers à Beaumont-lès-Valence, Bourg-lès-Valence, Châteauneuf-sur-Isère, Etoile-sur-Rhône, Malissard, Pont-de-l'Isère, Saint-Jean-en-Royans et Saint-Sorlin-en-Valloire. Revers auxquelles s'ajoutent les défaites du PCF à Buis-les-Baronnies, remportée par le PS, et Portes-lès-Valence face à l'UDI. La droite devient ainsi majoritaire dans le département. L'UDI conserve Loriol-sur-Drôme et Montélimar en remportant Pierrelatte. Le MoDem l'emporte à Die, sous-préfecture du département. 
| Commune                    | Population | Maire sortant          | Parti | Parti | Maire élu               | Parti | Parti |
| -------------------------- | ---------- | ---------------------- | ----- | ----- | ----------------------- | ----- | ----- |
| Alixan                     | 2 455      | Josette Lefort         |       | DVD   | Aurélie Bichon Larroque |       | DVD   |
| Allex                      | 2 485      | Gérard Crozier         |       | DVD   | Gérard Crozier          |       | DVD   |
| Anneyron                   | 3 861      | Alain Genthon          |       | PS    | Alain Genthon           |       | PS    |
| Aouste-sur-Sye             | 2 382      | Raymond Riffard        |       | DVD   | Denis Benoit            |       | DVD   |
| Beaumont-lès-Valence       | 3 787      | Jean-Michel Pomarel    |       | PS    | Patrick Prelon          |       | DVD   |
| Bourg-de-Péage             | 10 101     | Nathalie Nieson        |       | PS    | Nathalie Nieson         |       | PS    |
| Bourg-lès-Valence          | 19 013     | Bernard Piras          |       | PS    | Marlène Mourier         |       | UMP   |
| Buis-les-Baronnies         | 2 251      | Jean-Pierre Buix       |       | PCF   | Sébastien Bernard       |       | PS    |
| Chabeuil                   | 6 735      | Pascal Pertusa         |       | PS    | Pascal Pertusa          |       | PS    |
| Châteauneuf-du-Rhône       | 2 430      | Christian Mandrin      |       | UDI   | Marielle Figuet         |       | DVG   |
| Châteauneuf-sur-Isère      | 3 809      | Philippe Patouillard   |       | DVG   | Frédéric Vassy          |       | DVD   |
| Chatuzange-le-Goubet       | 4 857      | Christian Gauthier     |       | DVD   | Christian Gauthier      |       | DVD   |
| Clérieux                   | 2 036      | Fabrice Larue          |       | UMP   | Fabrice Larue           |       | UMP   |
| Crest                      | 8 008      | Hervé Mariton          |       | UMP   | Hervé Mariton           |       | UMP   |
| Die                        | 4 411      | Georges Berginiat      |       | UMP   | Gilbert Tremolet        |       | MoDem |
| Dieulefit                  | 3 011      | Christine Priotto      |       | PS    | Christine Priotto       |       | PS    |
| Donzère                    | 5 351      | Éric Besson            |       | UMP   | Éric Besson             |       | UMP   |
| Étoile-sur-Rhône           | 4 878      | Sandro Duca            |       | PS    | Françoise Chazal        |       | UMP   |
| La Roche-de-Glun           | 3 158      | Hervé Chaboud          |       | DVD   | Hervé Chaboud           |       | DVD   |
| Livron-sur-Drôme           | 8 986      | Daniel Jarjat          |       | PS    | Olivier Bernard         |       | UDI   |
| Loriol-sur-Drôme           | 5 877      | Jacques Ladegaillerie  |       | UDI   | Claude Aurias           |       | UDI   |
| Malissard                  | 3 247      | Brigitte Coupat        |       | DVG   | Bernard Pelat           |       | DVD   |
| Mercurol                   | 2 197      | Michel Brunet          |       | DVD   | Michel Brunet           |       | DVD   |
| Montboucher-sur-Jabron     | 2 165      | Bruno Almoric          |       | UMP   | Bruno Almoric           |       | UMP   |
| Montélier                  | 3 699      | Maurice Morin          |       | UMP   | Bernard Vallon          |       | UMP   |
| Montélimar                 | 35 372     | Franck Reynier         |       | UDI   | Franck Reynier          |       | UDI   |
| Montmeyran                 | 2 886      | Bernard Brunet         |       | DVG   | Bernard Brunet          |       | DVG   |
| Mours-Saint-Eusèbe         | 2 653      | Alain Vallet           |       | DVG   | Karine Guilleminot      |       | DVG   |
| Nyons                      | 6 791      | Pierre Combes          |       | PS    | Pierre Combes           |       | PS    |
| Peyrins                    | 2 416      | Alain Paret            |       | DVG   | Jean-Pierre Cardi       |       | DVG   |
| Pierrelatte                | 12 953     | Yves Le Bellec         |       | UMP   | Marie-Pierre Mouton     |       | UDI   |
| Pont-de-l'Isère            | 2 945      | Lucien Bonnet          |       | DVG   | Marie-Claude Lambert    |       | UMP   |
| Portes-lès-Valence         | 9 507      | Pierre Trapier         |       | PCF   | Geneviève Girard        |       | UDI   |
| Romans-sur-Isère           | 33 613     | Philippe Drésin        |       | PS    | Marie-Hélène Thoraval   |       | UMP   |
| Saint-Donat-sur-l'Herbasse | 3 883      | Aimé Chaléon           |       | DVD   | Aimé Chaléon            |       | DVD   |
| Saint-Jean-en-Royans       | 2 966      | Danièle Pic            |       | PS    | Christian Morin         |       | UMP   |
| Saint-Marcel-lès-Valence   | 5 519      | Dominique Quet         |       | PS    | Dominique Quet          |       | PS    |
| Saint-Paul-Trois-Châteaux  | 8 707      | Jean-Michel Catelinois |       | PS    | Jean-Michel Catelinois  |       | PS    |
| Saint-Rambert-d'Albon      | 6 013      | Gérard Oriol           |       | UDI   | Vincent Bourget         |       | PS    |
| Saint-Sorlin-en-Valloire   | 2 143      | Maurice Ruetsch        |       | PS    | Louis Julien            |       | DVD   |
| Saint-Vallier              | 3 992      | Jacques Cheval         |       | PS    | Jacques Cheval          |       | PS    |
| Tain-l'Hermitage           | 5 822      | Gilbert Bouchet        |       | UMP   | Gilbert Bouchet         |       | UMP   |
| Valence                    | 63 148     | Alain Maurice          |       | PS    | Nicolas Daragon         |       | UMP   |

### Résultats en nombre de maires
| Partis       | Partis                               | Maires sortants | Maires élus | Évolution |
| ------------ | ------------------------------------ | --------------- | ----------- | --------- |
|              | Parti socialiste                     | 16              | 10          | 6         |
|              | Divers gauche                        | 6               | 4           | 2         |
|              | Parti communiste français            | 2               | 0           | 2         |
| Total gauche | Total gauche                         | 24              | 14          | 10        |
|              | Union pour un mouvement populaire    | 8               | 12          | 4         |
|              | Divers droite                        | 7               | 11          | 4         |
|              | Union des démocrates et indépendants | 4               | 5           | 1         |
|              | Mouvement démocrate                  | 0               | 1           | 1         |
| Total droite | Total droite                         | 19              | 29          | 10        |
| Total        | Total                                | 43              | 43          | -         |

## Résultats dans les communes de plus de2 000 habitants

### Alixan
- Maire sortant : Josette Lefort
- 19 sièges à pourvoir au conseil municipal (population légale 2011 : 2 455 habitants)
- 1 sièges à pourvoir au conseil communautaire (CA Valence Romans Agglo)

| Tête de liste            | Tête de liste           | Liste          | Premier tour | Premier tour | Second tour | Second tour | Sièges | Sièges |
| Tête de liste            | Tête de liste           | Liste          | Voix         | %            | Voix        | %           | CM     | CC     |
| ------------------------ | ----------------------- | -------------- | ------------ | ------------ | ----------- | ----------- | ------ | ------ |
|                          | Aurélie Bichon Larroque | SE             | 504          | 42,21        | 624         | 49,52       | 15     | 1      |
|                          | Josette Lefort *        | DVG            | 447          | 37,43        | 476         | 37,77       | 3      |        |
|                          | Philippe Aubry          | SE             | 243          | 20,35        | 160         | 12,69       | 1      |        |
|                          |                         |                |              |              |             |             |        |        |
| Inscrits                 | Inscrits                | Inscrits       | 1 747        | 100,00       | 1 756       | 100,00      |        |        |
| Abstentions              | Abstentions             | Abstentions    | 520          | 29,77        | 475         | 27,05       |        |        |
| Votants                  | Votants                 | Votants        | 1 227        | 70,23        | 1 281       | 72,95       |        |        |
| Blancs et nuls           | Blancs et nuls          | Blancs et nuls | 33           | 2,69         | 21          | 1,64        |        |        |
| Exprimés                 | Exprimés                | Exprimés       | 1 194        | 97,31        | 1 260       | 98,36       |        |        |
| * Liste du maire sortant |                         |                |              |              |             |             |        |        |

### Allex
- Maire sortant : Gérard Crozier
- 19 sièges à pourvoir au conseil municipal (population légale 2011 : 2 485 habitants)
- 4 sièges à pourvoir au conseil communautaire (CC du Val de Drôme en Biovallée)

|                          | Gérard Crozier *       | DVD            | 959   | 67,92  | 16 | 4 |  |  |
|                          | Monique Seguin-manchon | DVG            | 453   | 32,08  | 3  |   |  |  |
|                          |                        |                |       |        |    |   |  |  |
| Inscrits                 | Inscrits               | Inscrits       | 2 092 | 100,00 |    |   |  |  |
| Abstentions              | Abstentions            | Abstentions    | 633   | 30,26  |    |   |  |  |
| Votants                  | Votants                | Votants        | 1 459 | 69,74  |    |   |  |  |
| Blancs et nuls           | Blancs et nuls         | Blancs et nuls | 47    | 3,22   |    |   |  |  |
| Exprimés                 | Exprimés               | Exprimés       | 1 412 | 96,78  |    |   |  |  |
| * Liste du maire sortant |                        |                |       |        |    |   |  |  |

### Anneyron
- Maire sortant : Alain Genthon
- 27 sièges à pourvoir au conseil municipal (population légale 2011 : 3 861 habitants)
- 4 sièges à pourvoir au conseil communautaire (CC Porte de DrômArdèche)

|                          | Alain Genthon * | DVG            | 1 357 | 100,00 | 27 | 4 |  |  |
|                          |                 |                |       |        |    |   |  |  |
| Inscrits                 | Inscrits        | Inscrits       | 2 968 | 100,00 |    |   |  |  |
| Abstentions              | Abstentions     | Abstentions    | 1 299 | 43,77  |    |   |  |  |
| Votants                  | Votants         | Votants        | 1 669 | 56,23  |    |   |  |  |
| Blancs et nuls           | Blancs et nuls  | Blancs et nuls | 312   | 18,69  |    |   |  |  |
| Exprimés                 | Exprimés        | Exprimés       | 1 357 | 81,31  |    |   |  |  |
| * Liste du maire sortant |                 |                |       |        |    |   |  |  |

### Aouste-sur-Sye
- Maire sortant : Raymond Riffard
- 19 sièges à pourvoir au conseil municipal (population légale 2011 : 2 382 habitants)
- 4 sièges à pourvoir au conseil communautaire (CC du Crestois et du pays de Saillans)

|                          | Denis Benoit      | DVD            | 658   | 56,43  | 15 | 3 |  |  |
|                          | Raymond Riffard * | DVG            | 508   | 43,56  | 4  | 1 |  |  |
|                          |                   |                |       |        |    |   |  |  |
| Inscrits                 | Inscrits          | Inscrits       | 1 729 | 100,00 |    |   |  |  |
| Abstentions              | Abstentions       | Abstentions    | 512   | 29,61  |    |   |  |  |
| Votants                  | Votants           | Votants        | 1 217 | 70,39  |    |   |  |  |
| Blancs et nuls           | Blancs et nuls    | Blancs et nuls | 51    | 4,19   |    |   |  |  |
| Exprimés                 | Exprimés          | Exprimés       | 1 166 | 95,81  |    |   |  |  |
| * Liste du maire sortant |                   |                |       |        |    |   |  |  |

### Beaumont-lès-Valence
- Maire sortant : Jean-Michel Pomarel
- 27 sièges à pourvoir au conseil municipal (population légale 2011 : 3 787 habitants)
- 2 sièges à pourvoir au conseil communautaire (CA Valence Romans Agglo)

|                          | Patrick Prelon        | DVD            | 1 334 | 62,80  | 22 | 2 |  |  |
|                          | Jean-Michel Pomarel * | DVG            | 790   | 37,19  | 5  |   |  |  |
|                          |                       |                |       |        |    |   |  |  |
| Inscrits                 | Inscrits              | Inscrits       | 3 189 | 100,00 |    |   |  |  |
| Abstentions              | Abstentions           | Abstentions    | 981   | 30,76  |    |   |  |  |
| Votants                  | Votants               | Votants        | 2 208 | 69,24  |    |   |  |  |
| Blancs et nuls           | Blancs et nuls        | Blancs et nuls | 84    | 3,80   |    |   |  |  |
| Exprimés                 | Exprimés              | Exprimés       | 2 124 | 96,20  |    |   |  |  |
| * Liste du maire sortant |                       |                |       |        |    |   |  |  |

### Bourg-de-Péage
- Maire sortant : Nathalie Nieson (PS)
- 33 sièges à pourvoir au conseil municipal (population légale 2011 : 10 101 habitants)
- 4 sièges à pourvoir au conseil communautaire (CA Valence Romans Agglo)

|                          | Nathalie Nieson *  | PS-PCF-EELV    | 2 438 | 59,58  | 27 | 4 |  |  |
|                          | Benjamin Missud    | UMP            | 1 081 | 26,42  | 4  |   |  |  |
|                          | Jean-Paul Marechal | UDI            | 573   | 14,00  | 2  |   |  |  |
|                          |                    |                |       |        |    |   |  |  |
| Inscrits                 | Inscrits           | Inscrits       | 7 450 | 100,00 |    |   |  |  |
| Abstentions              | Abstentions        | Abstentions    | 3 150 | 42,28  |    |   |  |  |
| Votants                  | Votants            | Votants        | 4 300 | 57,72  |    |   |  |  |
| Blancs et nuls           | Blancs et nuls     | Blancs et nuls | 208   | 4,84   |    |   |  |  |
| Exprimés                 | Exprimés           | Exprimés       | 4 092 | 95,16  |    |   |  |  |
| * Liste du maire sortant |                    |                |       |        |    |   |  |  |

### Bourg-lès-Valence
- Maire sortant : Bernard Piras (PS)
- 33 sièges à pourvoir au conseil municipal (population légale 2011 : 19 013 habitants)
- 7 sièges à pourvoir au conseil communautaire (CA Valence Romans Agglo)

| Tête de liste  | Tête de liste   | Liste          | Premier tour | Premier tour | Second tour | Second tour | Sièges | Sièges |
| Tête de liste  | Tête de liste   | Liste          | Voix         | %            | Voix        | %           | CM     | CC     |
| -------------- | --------------- | -------------- | ------------ | ------------ | ----------- | ----------- | ------ | ------ |
|                | Wilfrid Pailhes | PS             | 3 965        | 48,67        | 4 425       | 49,08       | 8      | 1      |
|                | Marlène Mourier | UMP            | 3 789        | 46,51        | 4 590       | 50,91       | 25     | 6      |
|                | Rosalie Kerdo   | UDI            | 392          | 4,81         |             |             |        |        |
|                |                 |                |              |              |             |             |        |        |
| Inscrits       | Inscrits        | Inscrits       | 13 749       | 100,00       | 13 749      | 100,00      |        |        |
| Abstentions    | Abstentions     | Abstentions    | 5 246        | 38,16        | 4 495       | 32,69       |        |        |
| Votants        | Votants         | Votants        | 8 503        | 61,84        | 9 254       | 67,31       |        |        |
| Blancs et nuls | Blancs et nuls  | Blancs et nuls | 357          | 4,20         | 239         | 2,58        |        |        |
| Exprimés       | Exprimés        | Exprimés       | 8 146        | 95,80        | 9 015       | 97,42       |        |        |

### Buis-les-Baronnies
- Maire sortant : Jean-Pierre Buix
- 19 sièges à pourvoir au conseil municipal (population légale 2011 : 2 251 habitants)
- 10 sièges à pourvoir au conseil communautaire (CC des Baronnies en Drôme provençale)

|                | Sébastien Bernard | PS             | 743   | 55,28  | 15 | 8 |  |  |
|                | Françoise Bec     | DVD            | 601   | 44,72  | 4  | 2 |  |  |
|                |                   |                |       |        |    |   |  |  |
| Inscrits       | Inscrits          | Inscrits       | 1 816 | 100,00 |    |   |  |  |
| Abstentions    | Abstentions       | Abstentions    | 415   | 22,85  |    |   |  |  |
| Votants        | Votants           | Votants        | 1 401 | 77,15  |    |   |  |  |
| Blancs et nuls | Blancs et nuls    | Blancs et nuls | 57    | 4,07   |    |   |  |  |
| Exprimés       | Exprimés          | Exprimés       | 1 344 | 95,93  |    |   |  |  |

### Chabeuil
- Maire sortant : Pascal Pertusa (PS)
- 29 sièges à pourvoir au conseil municipal (population légale 2011 : 6 735 habitants)
- 3 sièges à pourvoir au conseil communautaire (CA Valence Romans Agglo)

| Tête de liste            | Tête de liste         | Liste          | Premier tour | Premier tour | Second tour | Second tour | Sièges | Sièges |
| Tête de liste            | Tête de liste         | Liste          | Voix         | %            | Voix        | %           | CM     | CC     |
| ------------------------ | --------------------- | -------------- | ------------ | ------------ | ----------- | ----------- | ------ | ------ |
|                          | Pascal Pertusa *      | PS             | 1 573        | 46,48        | 1 858       | 54,53       | 23     | 2      |
|                          | Claude Combe          | UMP            | 1 179        | 34,84        | 1 549       | 45,46       | 6      | 1      |
|                          | Norbert Aguéra        | UDI            | 353          | 10,43        |             |             |        |        |
|                          | Marie-Françoise Henry | DVG            | 279          | 8,24         |             |             |        |        |
|                          |                       |                |              |              |             |             |        |        |
| Inscrits                 | Inscrits              | Inscrits       | 5 512        | 100,00       | 5 512       | 100,00      |        |        |
| Abstentions              | Abstentions           | Abstentions    | 1 981        | 35,94        | 1 968       | 35,70       |        |        |
| Votants                  | Votants               | Votants        | 3 531        | 64,06        | 3 544       | 64,30       |        |        |
| Blancs et nuls           | Blancs et nuls        | Blancs et nuls | 147          | 4,16         | 137         | 3,87        |        |        |
| Exprimés                 | Exprimés              | Exprimés       | 3 384        | 95,84        | 3 407       | 96,13       |        |        |
| * Liste du maire sortant |                       |                |              |              |             |             |        |        |

### Châteauneuf-du-Rhône
- Maire sortant : Christian Mandrin
- 19 sièges à pourvoir au conseil municipal (population légale 2011 : 2 430 habitants)
- 3 sièges à pourvoir au conseil communautaire (CA Montélimar-Agglomération)

| Tête de liste            | Tête de liste       | Liste          | Premier tour | Premier tour | Second tour | Second tour | Sièges | Sièges |
| Tête de liste            | Tête de liste       | Liste          | Voix         | %            | Voix        | %           | CM     | CC     |
| ------------------------ | ------------------- | -------------- | ------------ | ------------ | ----------- | ----------- | ------ | ------ |
|                          | Marielle Figuet     | SE             | 546          | 41,05        | 795         | 56,62       | 15     | 2      |
|                          | Christian Mandrin * | DVD            | 505          | 37,97        | 609         | 43,38       | 4      | 1      |
|                          | Jean-Jacques Ayzac  | DVD            | 279          | 20,98        |             |             |        |        |
|                          |                     |                |              |              |             |             |        |        |
| Inscrits                 | Inscrits            | Inscrits       | 1 896        | 100,00       | 1 896       | 100,00      |        |        |
| Abstentions              | Abstentions         | Abstentions    | 510          | 26,90        | 436         | 23,00       |        |        |
| Votants                  | Votants             | Votants        | 1 386        | 73,10        | 1 460       | 77,00       |        |        |
| Blancs et nuls           | Blancs et nuls      | Blancs et nuls | 56           | 4,04         | 56          | 3,84        |        |        |
| Exprimés                 | Exprimés            | Exprimés       | 1 330        | 95,96        | 1 404       | 96,16       |        |        |
| * Liste du maire sortant |                     |                |              |              |             |             |        |        |

### Châteauneuf-sur-Isère
- Maire sortant : Philippe Patouillard
- 27 sièges à pourvoir au conseil municipal (population légale 2011 : 3 809 habitants)
- 2 sièges à pourvoir au conseil communautaire (CA Valence Romans Agglo)

|                          | Frédéric Vassy         | DVD            | 1 137 | 54,27  | 21 | 2 |  |  |
|                          | Philippe Patouillard * | DVG            | 958   | 45,73  | 6  |   |  |  |
|                          |                        |                |       |        |    |   |  |  |
| Inscrits                 | Inscrits               | Inscrits       | 2 833 | 100,00 |    |   |  |  |
| Abstentions              | Abstentions            | Abstentions    | 671   | 23,69  |    |   |  |  |
| Votants                  | Votants                | Votants        | 2 162 | 76,31  |    |   |  |  |
| Blancs et nuls           | Blancs et nuls         | Blancs et nuls | 67    | 3,10   |    |   |  |  |
| Exprimés                 | Exprimés               | Exprimés       | 2 095 | 96,90  |    |   |  |  |
| * Liste du maire sortant |                        |                |       |        |    |   |  |  |

### Chatuzange-le-Goubet
- Maire sortant : Christian Gauthier
- 27 sièges à pourvoir au conseil municipal (population légale 2011 : 4 857 habitants)
- 2 sièges à pourvoir au conseil communautaire (CA Valence Romans Agglo)

|                          | Christian Gauthier * | DVD            | 2 067 | 100,00 | 27 | 2 |  |  |
|                          |                      |                |       |        |    |   |  |  |
| Inscrits                 | Inscrits             | Inscrits       | 4 117 | 100,00 |    |   |  |  |
| Abstentions              | Abstentions          | Abstentions    | 1 759 | 42,73  |    |   |  |  |
| Votants                  | Votants              | Votants        | 2 358 | 57,27  |    |   |  |  |
| Blancs et nuls           | Blancs et nuls       | Blancs et nuls | 291   | 12,34  |    |   |  |  |
| Exprimés                 | Exprimés             | Exprimés       | 2 067 | 87,66  |    |   |  |  |
| * Liste du maire sortant |                      |                |       |        |    |   |  |  |

### Clérieux
- Maire sortant : Fabrice Larue
- 19 sièges à pourvoir au conseil municipal (population légale 2011 : 2 036 habitants)
- 1 sièges à pourvoir au conseil communautaire (CA Valence Romans Agglo)

|                          | Fabrice Larue * | DVD            | 653   | 100,00 | 19 | 1 |  |  |
|                          |                 |                |       |        |    |   |  |  |
| Inscrits                 | Inscrits        | Inscrits       | 1 438 | 100,00 |    |   |  |  |
| Abstentions              | Abstentions     | Abstentions    | 625   | 43,46  |    |   |  |  |
| Votants                  | Votants         | Votants        | 813   | 56,54  |    |   |  |  |
| Blancs et nuls           | Blancs et nuls  | Blancs et nuls | 160   | 19,68  |    |   |  |  |
| Exprimés                 | Exprimés        | Exprimés       | 653   | 80,32  |    |   |  |  |
| * Liste du maire sortant |                 |                |       |        |    |   |  |  |

### Crest
- Maire sortant : Hervé Mariton (UMP)
- 29 sièges à pourvoir au conseil municipal (population légale 2011 : 8 008 habitants)
- 11 sièges à pourvoir au conseil communautaire (CC du Crestois et du pays de Saillans)

|                          | Hervé Mariton * | UMP            | 2 426 | 57,08  | 23 | 9 |  |  |
|                          | Samuel Arnaud   | DVG            | 1 176 | 27,67  | 4  | 1 |  |  |
|                          | François Bouis  | SE             | 648   | 15,25  | 2  | 1 |  |  |
|                          |                 |                |       |        |    |   |  |  |
| Inscrits                 | Inscrits        | Inscrits       | 6 244 | 100,00 |    |   |  |  |
| Abstentions              | Abstentions     | Abstentions    | 1 888 | 30,24  |    |   |  |  |
| Votants                  | Votants         | Votants        | 4 356 | 69,76  |    |   |  |  |
| Blancs et nuls           | Blancs et nuls  | Blancs et nuls | 106   | 2,43   |    |   |  |  |
| Exprimés                 | Exprimés        | Exprimés       | 4 250 | 97,57  |    |   |  |  |
| * Liste du maire sortant |                 |                |       |        |    |   |  |  |

### Die
- Maire sortant : Georges Berginiat
- 27 sièges à pourvoir au conseil municipal (population légale 2011 : 4 411 habitants)
- 12 sièges à pourvoir au conseil communautaire (CC du Diois)

| Tête de liste            | Tête de liste        | Liste          | Premier tour | Premier tour | Second tour | Second tour | Sièges | Sièges |
| Tête de liste            | Tête de liste        | Liste          | Voix         | %            | Voix        | %           | CM     | CC     |
| ------------------------ | -------------------- | -------------- | ------------ | ------------ | ----------- | ----------- | ------ | ------ |
|                          | Philippe Leeuwenberg | PS-PCF-EELV    | 676          | 28,86        | 926         | 36,72       | 5      | 2      |
|                          | Gilbert Tremolet     | MoDem          | 663          | 28,31        | 938         | 37,19       | 19     | 9      |
|                          | Georges Berginiat *  | UMP            | 543          | 23,18        | 438         | 17,37       | 2      | 1      |
|                          | Didier Jouve         | EELV           | 460          | 19,64        | 220         | 8,72        | 1      |        |
|                          |                      |                |              |              |             |             |        |        |
| Inscrits                 | Inscrits             | Inscrits       | 3 471        | 100,00       | 3 471       | 100,00      |        |        |
| Abstentions              | Abstentions          | Abstentions    | 1 062        | 30,60        | 882         | 25,41       |        |        |
| Votants                  | Votants              | Votants        | 2 409        | 69,40        | 2 589       | 74,59       |        |        |
| Blancs et nuls           | Blancs et nuls       | Blancs et nuls | 67           | 2,78         | 67          | 2,59        |        |        |
| Exprimés                 | Exprimés             | Exprimés       | 2 342        | 97,22        | 2 522       | 97,41       |        |        |
| * Liste du maire sortant |                      |                |              |              |             |             |        |        |

### Dieulefit
- Maire sortant : Christine Priotto
- 23 sièges à pourvoir au conseil municipal (population légale 2011 : 3 011 habitants)
- 11 sièges à pourvoir au conseil communautaire (CC Dieulefit-Bourdeaux)

|                          | Christine Priotto * | PS             | 890   | 52,85  | 18 | 9 |  |  |
|                          | Michel Valentin     | SE             | 794   | 47,14  | 5  | 2 |  |  |
|                          |                     |                |       |        |    |   |  |  |
| Inscrits                 | Inscrits            | Inscrits       | 2 514 | 100,00 |    |   |  |  |
| Abstentions              | Abstentions         | Abstentions    | 698   | 27,76  |    |   |  |  |
| Votants                  | Votants             | Votants        | 1 816 | 72,24  |    |   |  |  |
| Blancs et nuls           | Blancs et nuls      | Blancs et nuls | 132   | 7,27   |    |   |  |  |
| Exprimés                 | Exprimés            | Exprimés       | 1 684 | 92,73  |    |   |  |  |
| * Liste du maire sortant |                     |                |       |        |    |   |  |  |

### Donzère
- Maire sortant : Éric Besson (UMP)
- 29 sièges à pourvoir au conseil municipal (population légale 2011 : 5 351 habitants)
- 5 sièges à pourvoir au conseil communautaire (Communauté de communes Drôme Sud Provence)

|                          | Éric Besson *    | DVD            | 1 710 | 61,49  | 24 | 5 |  |  |
|                          | Guy Savoie       | DVG            | 589   | 21,18  | 3  |   |  |  |
|                          | Olivier Julienne | DVD            | 482   | 17,33  | 2  |   |  |  |
|                          |                  |                |       |        |    |   |  |  |
| Inscrits                 | Inscrits         | Inscrits       | 4 013 | 100,00 |    |   |  |  |
| Abstentions              | Abstentions      | Abstentions    | 1 118 | 27,86  |    |   |  |  |
| Votants                  | Votants          | Votants        | 2 895 | 72,14  |    |   |  |  |
| Blancs et nuls           | Blancs et nuls   | Blancs et nuls | 114   | 3,94   |    |   |  |  |
| Exprimés                 | Exprimés         | Exprimés       | 2 781 | 96,06  |    |   |  |  |
| * Liste du maire sortant |                  |                |       |        |    |   |  |  |

### Étoile-sur-Rhône
- Maire sortant : Sandro Duca
- 27 sièges à pourvoir au conseil municipal (population légale 2011 : 4 878 habitants)
- 2 sièges à pourvoir au conseil communautaire (CA Valence Romans Agglo)

|                          | Françoise Chazal | DVD            | 1 421 | 53,90  | 21 | 2 |  |  |
|                          | Sandro Duca *    | DVG            | 1 215 | 46,09  | 6  |   |  |  |
|                          |                  |                |       |        |    |   |  |  |
| Inscrits                 | Inscrits         | Inscrits       | 3 879 | 100,00 |    |   |  |  |
| Abstentions              | Abstentions      | Abstentions    | 1 170 | 30,16  |    |   |  |  |
| Votants                  | Votants          | Votants        | 2 709 | 69,84  |    |   |  |  |
| Blancs et nuls           | Blancs et nuls   | Blancs et nuls | 73    | 2,69   |    |   |  |  |
| Exprimés                 | Exprimés         | Exprimés       | 2 636 | 97,31  |    |   |  |  |
| * Liste du maire sortant |                  |                |       |        |    |   |  |  |

### La Roche-de-Glun
- Maire sortant : Hervé Chaboud
- 23 sièges à pourvoir au conseil municipal (population légale 2011 : 3 158 habitants)
- 3 sièges à pourvoir au conseil communautaire (CA Arche Agglo)

| Tête de liste            | Tête de liste   | Liste          | Premier tour | Premier tour | Second tour | Second tour | Sièges | Sièges |
| Tête de liste            | Tête de liste   | Liste          | Voix         | %            | Voix        | %           | CM     | CC     |
| ------------------------ | --------------- | -------------- | ------------ | ------------ | ----------- | ----------- | ------ | ------ |
|                          | Hervé Chaboud * | DVD            | 704          | 41,53        | 871         | 53,69       | 18     | 2      |
|                          | Michel Gounon   | DVG            | 506          | 29,85        | 751         | 46,30       | 5      | 1      |
|                          | Alain Merandat  | DVD            | 485          | 28,61        |             |             |        |        |
|                          |                 |                |              |              |             |             |        |        |
| Inscrits                 | Inscrits        | Inscrits       | 2 513        | 100,00       | 2 513       | 100,00      |        |        |
| Abstentions              | Abstentions     | Abstentions    | 774          | 30,80        | 820         | 32,63       |        |        |
| Votants                  | Votants         | Votants        | 1 739        | 69,20        | 1 693       | 67,37       |        |        |
| Blancs et nuls           | Blancs et nuls  | Blancs et nuls | 44           | 2,53         | 71          | 4,19        |        |        |
| Exprimés                 | Exprimés        | Exprimés       | 1 695        | 97,47        | 1 622       | 95,81       |        |        |
| * Liste du maire sortant |                 |                |              |              |             |             |        |        |

### Livron-sur-Drôme
- Maire sortant : Daniel Jarjat (PS)
- 29 sièges à pourvoir au conseil municipal (population légale 2011 : 8 986 habitants)
- 10 sièges à pourvoir au conseil communautaire (CC du Val de Drôme en Biovallée)

| Tête de liste            | Tête de liste   | Liste          | Premier tour | Premier tour | Second tour | Second tour | Sièges | Sièges |
| Tête de liste            | Tête de liste   | Liste          | Voix         | %            | Voix        | %           | CM     | CC     |
| ------------------------ | --------------- | -------------- | ------------ | ------------ | ----------- | ----------- | ------ | ------ |
|                          | Olivier Bernard | UDI            | 1 761        | 45,15        | 2 227       | 55,08       | 23     | 8      |
|                          | Daniel Jarjat * | PS             | 1 701        | 43,61        | 1 816       | 44,91       | 6      | 2      |
|                          | Robert Boisseau | DVG            | 438          | 11,23        |             |             |        |        |
|                          |                 |                |              |              |             |             |        |        |
| Inscrits                 | Inscrits        | Inscrits       | 6 654        | 100,00       | 6 654       | 100,00      |        |        |
| Abstentions              | Abstentions     | Abstentions    | 2 571        | 38,64        | 2 417       | 36,32       |        |        |
| Votants                  | Votants         | Votants        | 4 083        | 61,36        | 4 237       | 63,68       |        |        |
| Blancs et nuls           | Blancs et nuls  | Blancs et nuls | 183          | 4,48         | 194         | 4,58        |        |        |
| Exprimés                 | Exprimés        | Exprimés       | 3 900        | 95,52        | 4 043       | 95,42       |        |        |
| * Liste du maire sortant |                 |                |              |              |             |             |        |        |

### Loriol-sur-Drôme
- Maire sortant : Jacques Ladegaillerie (UDI)
- 29 sièges à pourvoir au conseil municipal (population légale 2011 : 5 877 habitants)
- 7 sièges à pourvoir au conseil communautaire (CC du Val de Drôme en Biovallée)

|                | Claude Aurias   | DVD            | 1 576 | 60,89  | 24 | 6 |  |  |
|                | Jacques Malsert | DVG            | 1 012 | 39,10  | 5  | 1 |  |  |
|                |                 |                |       |        |    |   |  |  |
| Inscrits       | Inscrits        | Inscrits       | 4 290 | 100,00 |    |   |  |  |
| Abstentions    | Abstentions     | Abstentions    | 1 506 | 35,10  |    |   |  |  |
| Votants        | Votants         | Votants        | 2 784 | 64,90  |    |   |  |  |
| Blancs et nuls | Blancs et nuls  | Blancs et nuls | 196   | 7,04   |    |   |  |  |
| Exprimés       | Exprimés        | Exprimés       | 2 588 | 92,96  |    |   |  |  |

### Malissard
- Maire sortant : Brigitte Coupat
- 23 sièges à pourvoir au conseil municipal (population légale 2011 : 3 247 habitants)
- 1 sièges à pourvoir au conseil communautaire (CA Valence Romans Agglo)

| Tête de liste            | Tête de liste       | Liste          | Premier tour | Premier tour | Second tour | Second tour | Sièges | Sièges |
| Tête de liste            | Tête de liste       | Liste          | Voix         | %            | Voix        | %           | CM     | CC     |
| ------------------------ | ------------------- | -------------- | ------------ | ------------ | ----------- | ----------- | ------ | ------ |
|                          | Bernard Pelat       | DVD            | 662          | 37,02        | 777         | 42,38       | 17     | 1      |
|                          | Bertrand Lancelevée | DVD            | 582          | 32,55        | 529         | 28,85       | 3      |        |
|                          | Brigitte Coupat *   | DVG            | 544          | 30,42        | 527         | 28,75       | 3      |        |
|                          |                     |                |              |              |             |             |        |        |
| Inscrits                 | Inscrits            | Inscrits       | 2 793        | 100,00       | 2 794       | 100,00      |        |        |
| Abstentions              | Abstentions         | Abstentions    | 922          | 33,01        | 903         | 32,32       |        |        |
| Votants                  | Votants             | Votants        | 1 871        | 66,99        | 1 891       | 67,68       |        |        |
| Blancs et nuls           | Blancs et nuls      | Blancs et nuls | 83           | 4,44         | 58          | 3,07        |        |        |
| Exprimés                 | Exprimés            | Exprimés       | 1 788        | 95,56        | 1 833       | 96,93       |        |        |
| * Liste du maire sortant |                     |                |              |              |             |             |        |        |

### Mercurol
- Maire sortant : Michel Brunet
- 19 sièges à pourvoir au conseil municipal (population légale 2011 : 2 197 habitants)
- 3 sièges à pourvoir au conseil communautaire (CC Hermitage-Tournonais)

|                          | Michel Brunet *  | DVD            | 902   | 76,11  | 17 | 3 |  |  |
|                          | Caroline Giovane | DVG            | 283   | 23,88  | 2  |   |  |  |
|                          |                  |                |       |        |    |   |  |  |
| Inscrits                 | Inscrits         | Inscrits       | 1 668 | 100,00 |    |   |  |  |
| Abstentions              | Abstentions      | Abstentions    | 436   | 26,14  |    |   |  |  |
| Votants                  | Votants          | Votants        | 1 232 | 73,86  |    |   |  |  |
| Blancs et nuls           | Blancs et nuls   | Blancs et nuls | 47    | 3,81   |    |   |  |  |
| Exprimés                 | Exprimés         | Exprimés       | 1 185 | 96,19  |    |   |  |  |
| * Liste du maire sortant |                  |                |       |        |    |   |  |  |

### Montboucher-sur-Jabron
- Maire sortant : Bruno Almoric
- 19 sièges à pourvoir au conseil municipal (population légale 2011 : 2 165 habitants)
- 3 sièges à pourvoir au conseil communautaire (CA Montélimar-Agglomération)

|                          | Bruno Almoric * | DVD            | 788   | 100,00 | 19 | 3 |  |  |
|                          |                 |                |       |        |    |   |  |  |
| Inscrits                 | Inscrits        | Inscrits       | 1 687 | 100,00 |    |   |  |  |
| Abstentions              | Abstentions     | Abstentions    | 655   | 38,83  |    |   |  |  |
| Votants                  | Votants         | Votants        | 1 032 | 61,17  |    |   |  |  |
| Blancs et nuls           | Blancs et nuls  | Blancs et nuls | 244   | 23,64  |    |   |  |  |
| Exprimés                 | Exprimés        | Exprimés       | 788   | 76,36  |    |   |  |  |
| * Liste du maire sortant |                 |                |       |        |    |   |  |  |

### Montélier
- Maire sortant : Maurice Morin
- 27 sièges à pourvoir au conseil municipal (population légale 2011 : 3 699 habitants)
- 2 sièges à pourvoir au conseil communautaire (CA Valence Romans Agglo)

|                | Bernard Vallon | DVD            | 1 194 | 58,64  | 22 | 2 |  |  |
|                | Gisèle Sibeud  | DVD            | 842   | 41,35  | 5  |   |  |  |
|                |                |                |       |        |    |   |  |  |
| Inscrits       | Inscrits       | Inscrits       | 3 002 | 100,00 |    |   |  |  |
| Abstentions    | Abstentions    | Abstentions    | 901   | 30,01  |    |   |  |  |
| Votants        | Votants        | Votants        | 2 101 | 69,99  |    |   |  |  |
| Blancs et nuls | Blancs et nuls | Blancs et nuls | 65    | 3,09   |    |   |  |  |
| Exprimés       | Exprimés       | Exprimés       | 2 036 | 96,91  |    |   |  |  |

### Montélimar
- Maire sortant : Franck Reynier (UDI)
- 39 sièges à pourvoir au conseil municipal (population légale 2011 : 35 372 habitants)
- 34 sièges à pourvoir au conseil communautaire (CA Montélimar-Agglomération)

|                          | Franck Reynier * | UDI            | 7 838  | 51,95  | 30 | 26 |  |  |
|                          | Johann Matti     | PS             | 4 525  | 29,99  | 6  | 5  |  |  |
|                          | Julien Rochedy   | FN             | 2 723  | 18,04  | 3  | 3  |  |  |
|                          |                  |                |        |        |    |    |  |  |
| Inscrits                 | Inscrits         | Inscrits       | 26 465 | 100,00 |    |    |  |  |
| Abstentions              | Abstentions      | Abstentions    | 10 886 | 41,13  |    |    |  |  |
| Votants                  | Votants          | Votants        | 15 579 | 58,87  |    |    |  |  |
| Blancs et nuls           | Blancs et nuls   | Blancs et nuls | 493    | 3,16   |    |    |  |  |
| Exprimés                 | Exprimés         | Exprimés       | 15 086 | 96,84  |    |    |  |  |
| * Liste du maire sortant |                  |                |        |        |    |    |  |  |

### Montmeyran
- Maire sortant : Bernard Brunet
- 23 sièges à pourvoir au conseil municipal (population légale 2011 : 2 886 habitants)
- 1 sièges à pourvoir au conseil communautaire (CA Valence Romans Agglo)

|                          | Bernard Brunet * | DVG            | 792   | 100,00 | 23 | 1 |  |  |
|                          |                  |                |       |        |    |   |  |  |
| Inscrits                 | Inscrits         | Inscrits       | 2 136 | 100,00 |    |   |  |  |
| Abstentions              | Abstentions      | Abstentions    | 940   | 44,01  |    |   |  |  |
| Votants                  | Votants          | Votants        | 1 196 | 55,99  |    |   |  |  |
| Blancs et nuls           | Blancs et nuls   | Blancs et nuls | 404   | 33,78  |    |   |  |  |
| Exprimés                 | Exprimés         | Exprimés       | 792   | 66,22  |    |   |  |  |
| * Liste du maire sortant |                  |                |       |        |    |   |  |  |

### Mours-Saint-Eusèbe
- Maire sortant : Alain Vallet
- 23 sièges à pourvoir au conseil municipal (population légale 2011 : 2 653 habitants)
- 1 sièges à pourvoir au conseil communautaire (CA Valence Romans Agglo)

|                | Karine Guilleminot | DVG            | 1 049 | 100,00 | 23 | 1 |  |  |
|                |                    |                |       |        |    |   |  |  |
| Inscrits       | Inscrits           | Inscrits       | 1 951 | 100,00 |    |   |  |  |
| Abstentions    | Abstentions        | Abstentions    | 669   | 34,29  |    |   |  |  |
| Votants        | Votants            | Votants        | 1 282 | 65,71  |    |   |  |  |
| Blancs et nuls | Blancs et nuls     | Blancs et nuls | 233   | 18,17  |    |   |  |  |
| Exprimés       | Exprimés           | Exprimés       | 1 049 | 81,83  |    |   |  |  |

### Nyons
- Maire sortant : Pierre Combes (PS)
- 29 sièges à pourvoir au conseil municipal (population légale 2011 : 6 791 habitants)
- 10 sièges à pourvoir au conseil communautaire (CC des Baronnies en Drôme provençale)

|                          | Pierre Combes * | PS             | 2 348 | 66,21  | 24 | 8 |  |  |
|                          | André Avallone  | DVD            | 1 198 | 33,78  | 5  | 2 |  |  |
|                          |                 |                |       |        |    |   |  |  |
| Inscrits                 | Inscrits        | Inscrits       | 5 449 | 100,00 |    |   |  |  |
| Abstentions              | Abstentions     | Abstentions    | 1 781 | 32,68  |    |   |  |  |
| Votants                  | Votants         | Votants        | 3 668 | 67,32  |    |   |  |  |
| Blancs et nuls           | Blancs et nuls  | Blancs et nuls | 122   | 3,33   |    |   |  |  |
| Exprimés                 | Exprimés        | Exprimés       | 3 546 | 96,67  |    |   |  |  |
| * Liste du maire sortant |                 |                |       |        |    |   |  |  |

### Peyrins
- Maire sortant : Alain Paret
- 19 sièges à pourvoir au conseil municipal (population légale 2011 : 2 416 habitants)
- 1 sièges à pourvoir au conseil communautaire (CA Valence Romans Agglo)

|                | Jean-Pierre Cardi    | DVG            | 660   | 57,59  | 15 | 1 |  |  |
|                | Jean-Jacques Hausser | SE             | 486   | 42,40  | 4  |   |  |  |
|                |                      |                |       |        |    |   |  |  |
| Inscrits       | Inscrits             | Inscrits       | 1 933 | 100,00 |    |   |  |  |
| Abstentions    | Abstentions          | Abstentions    | 706   | 36,52  |    |   |  |  |
| Votants        | Votants              | Votants        | 1 227 | 63,48  |    |   |  |  |
| Blancs et nuls | Blancs et nuls       | Blancs et nuls | 81    | 6,60   |    |   |  |  |
| Exprimés       | Exprimés             | Exprimés       | 1 146 | 93,40  |    |   |  |  |

### Pierrelatte
- Maire sortant : Yves Le Bellec (UMP)
- 33 sièges à pourvoir au conseil municipal (population légale 2011 : 12 953 habitants)
- 14 sièges à pourvoir au conseil communautaire (CC Drôme Sud Provence)

| Tête de liste  | Tête de liste       | Liste          | Premier tour | Premier tour | Second tour | Second tour | Sièges | Sièges |
| Tête de liste  | Tête de liste       | Liste          | Voix         | %            | Voix        | %           | CM     | CC     |
| -------------- | ------------------- | -------------- | ------------ | ------------ | ----------- | ----------- | ------ | ------ |
|                | Marie-Pierre Mouton | UDI            | 3 015        | 49,62        | 3 556       | 60,13       | 27     | 11     |
|                | Philippe Andre-rey  | FN             | 1 331        | 21,90        | 1 534       | 25,94       | 4      | 2      |
|                | Isabelle Menesplier | DVD            | 987          | 16,24        |             |             |        |        |
|                | Monique Bonnal      | DVG            | 742          | 12,21        | 823         | 13,91       | 2      | 1      |
|                |                     |                |              |              |             |             |        |        |
| Inscrits       | Inscrits            | Inscrits       | 9 301        | 100,00       | 9 301       | 100,00      |        |        |
| Abstentions    | Abstentions         | Abstentions    | 3 093        | 33,25        | 3 230       | 34,73       |        |        |
| Votants        | Votants             | Votants        | 6 208        | 66,75        | 6 071       | 65,27       |        |        |
| Blancs et nuls | Blancs et nuls      | Blancs et nuls | 133          | 2,14         | 158         | 2,60        |        |        |
| Exprimés       | Exprimés            | Exprimés       | 6 075        | 97,86        | 5 913       | 97,40       |        |        |

### Pont-de-l'Isère
- Maire sortant : Lucien Bonnet
- 23 sièges à pourvoir au conseil municipal (population légale 2011 : 2 945 habitants)
- 3 sièges à pourvoir au conseil communautaire (CA Arche Agglo)

|                | Marie-Claude Lambert | DVD            | 838   | 62,72  | 19 | 2 |  |  |
|                | Robert Juge          | DVG            | 498   | 37,27  | 4  | 1 |  |  |
|                |                      |                |       |        |    |   |  |  |
| Inscrits       | Inscrits             | Inscrits       | 2 190 | 100,00 |    |   |  |  |
| Abstentions    | Abstentions          | Abstentions    | 757   | 34,57  |    |   |  |  |
| Votants        | Votants              | Votants        | 1 433 | 65,43  |    |   |  |  |
| Blancs et nuls | Blancs et nuls       | Blancs et nuls | 97    | 6,77   |    |   |  |  |
| Exprimés       | Exprimés             | Exprimés       | 1 336 | 93,23  |    |   |  |  |

### Portes-lès-Valence
- Maire sortant : Pierre Trapier (PCF)
- 29 sièges à pourvoir au conseil municipal (population légale 2011 : 9 507 habitants)
- 4 sièges à pourvoir au conseil communautaire (CA Valence Romans Agglo)

|                          | Geneviève Girard | UDI            | 2 609 | 50,92  | 22 | 3 |  |  |
|                          | Pierre Trapier * | PCF            | 2 514 | 49,07  | 7  | 1 |  |  |
|                          |                  |                |       |        |    |   |  |  |
| Inscrits                 | Inscrits         | Inscrits       | 7 491 | 100,00 |    |   |  |  |
| Abstentions              | Abstentions      | Abstentions    | 2 151 | 28,71  |    |   |  |  |
| Votants                  | Votants          | Votants        | 5 340 | 71,29  |    |   |  |  |
| Blancs et nuls           | Blancs et nuls   | Blancs et nuls | 217   | 4,06   |    |   |  |  |
| Exprimés                 | Exprimés         | Exprimés       | 5 123 | 95,94  |    |   |  |  |
| * Liste du maire sortant |                  |                |       |        |    |   |  |  |

### Romans-sur-Isère
- Maire sortant : Philippe Drésin (PS)
- 39 sièges à pourvoir au conseil municipal (population légale 2011 : 33 613 habitants)
- 13 sièges à pourvoir au conseil communautaire (CA Valence Romans Agglo)

| Tête de liste            | Tête de liste         | Liste          | Premier tour | Premier tour | Second tour | Second tour | Sièges | Sièges |
| Tête de liste            | Tête de liste         | Liste          | Voix         | %            | Voix        | %           | CM     | CC     |
| ------------------------ | --------------------- | -------------- | ------------ | ------------ | ----------- | ----------- | ------ | ------ |
|                          | Philippe Drésin *     | PS-PCF-EELV    | 4 514        | 38,92        | 5 416       | 42,79       | 8      | 3      |
|                          | Marie-Hélène Thoraval | DVD            | 3 167        | 27,31        | 5 860       | 46,30       | 29     | 10     |
|                          | Bernard Pinet         | FN             | 2 181        | 18,80        | 1 380       | 10,90       | 2      |        |
|                          | Gisèle Telmon         | UMP            | 1 734        | 14,95        |             |             |        |        |
|                          |                       |                |              |              |             |             |        |        |
| Inscrits                 | Inscrits              | Inscrits       | 21 572       | 100,00       | 21 572      | 100,00      |        |        |
| Abstentions              | Abstentions           | Abstentions    | 9 581        | 44,41        | 8 562       | 39,69       |        |        |
| Votants                  | Votants               | Votants        | 11 991       | 55,59        | 13 010      | 60,31       |        |        |
| Blancs et nuls           | Blancs et nuls        | Blancs et nuls | 395          | 3,29         | 354         | 2,72        |        |        |
| Exprimés                 | Exprimés              | Exprimés       | 11 596       | 96,71        | 12 656      | 97,28       |        |        |
| * Liste du maire sortant |                       |                |              |              |             |             |        |        |

### Saint-Donat-sur-l'Herbasse
- Maire sortant : Aimé Chaléon
- 27 sièges à pourvoir au conseil municipal (population légale 2011 : 3 883 habitants)
- 9 sièges à pourvoir au conseil communautaire (CA Arche Agglo)

| Tête de liste            | Tête de liste     | Liste          | Premier tour | Premier tour | Second tour | Second tour | Sièges | Sièges |
| Tête de liste            | Tête de liste     | Liste          | Voix         | %            | Voix        | %           | CM     | CC     |
| ------------------------ | ----------------- | -------------- | ------------ | ------------ | ----------- | ----------- | ------ | ------ |
|                          | Aimé Chaléon *    | DVD            | 872          | 45,04        | 941         | 48,10       | 21     | 7      |
|                          | Isabelle Vietti   | DVG            | 611          | 31,55        | 665         | 33,99       | 4      | 1      |
|                          | Alexandre Baillet | DVD            | 453          | 23,39        | 350         | 17,89       | 2      | 1      |
|                          |                   |                |              |              |             |             |        |        |
| Inscrits                 | Inscrits          | Inscrits       | 2 886        | 100,00       | 2 886       | 100,00      |        |        |
| Abstentions              | Abstentions       | Abstentions    | 887          | 30,73        | 887         | 30,73       |        |        |
| Votants                  | Votants           | Votants        | 1 999        | 69,27        | 1 999       | 69,27       |        |        |
| Blancs et nuls           | Blancs et nuls    | Blancs et nuls | 63           | 3,15         | 43          | 2,15        |        |        |
| Exprimés                 | Exprimés          | Exprimés       | 1 936        | 96,85        | 1 956       | 97,85       |        |        |
| * Liste du maire sortant |                   |                |              |              |             |             |        |        |

### Saint-Jean-en-Royans
- Maire sortant : Danièle Pic
- 23 sièges à pourvoir au conseil municipal (population légale 2011 : 2 966 habitants)
- 9 sièges à pourvoir au conseil communautaire (CC du Royans-Vercors)

|                          | Christian Morin | DVD            | 935   | 57,93  | 18 | 7 |  |  |
|                          | Danièle Pic *   | DVG            | 679   | 42,06  | 5  | 2 |  |  |
|                          |                 |                |       |        |    |   |  |  |
| Inscrits                 | Inscrits        | Inscrits       | 2 159 | 100,00 |    |   |  |  |
| Abstentions              | Abstentions     | Abstentions    | 477   | 22,09  |    |   |  |  |
| Votants                  | Votants         | Votants        | 1 682 | 77,91  |    |   |  |  |
| Blancs et nuls           | Blancs et nuls  | Blancs et nuls | 68    | 4,04   |    |   |  |  |
| Exprimés                 | Exprimés        | Exprimés       | 1 614 | 95,96  |    |   |  |  |
| * Liste du maire sortant |                 |                |       |        |    |   |  |  |

### Saint-Marcel-lès-Valence
- Maire sortant : Dominique Quet (PS)
- 29 sièges à pourvoir au conseil municipal (population légale 2011 : 5 519 habitants)
- 3 sièges à pourvoir au conseil communautaire (CA Valence Romans Agglo)

|                          | Dominique Quet * | DVG            | 1 474 | 54,71  | 23 | 2 |  |  |
|                          | Béatrice Teyssot | DVD            | 1 220 | 45,28  | 6  | 1 |  |  |
|                          |                  |                |       |        |    |   |  |  |
| Inscrits                 | Inscrits         | Inscrits       | 4 254 | 100,00 |    |   |  |  |
| Abstentions              | Abstentions      | Abstentions    | 1 434 | 33,71  |    |   |  |  |
| Votants                  | Votants          | Votants        | 2 820 | 66,29  |    |   |  |  |
| Blancs et nuls           | Blancs et nuls   | Blancs et nuls | 126   | 4,47   |    |   |  |  |
| Exprimés                 | Exprimés         | Exprimés       | 2 694 | 95,53  |    |   |  |  |
| * Liste du maire sortant |                  |                |       |        |    |   |  |  |

### Saint-Paul-Trois-Châteaux
- Maire sortant : Jean-Michel Catelinois (PS)
- 29 sièges à pourvoir au conseil municipal (population légale 2011 : 8 707 habitants)
- 9 sièges à pourvoir au conseil communautaire (CC Drôme Sud Provence)

| Tête de liste            | Tête de liste            | Liste          | Premier tour | Premier tour | Second tour | Second tour | Sièges | Sièges |
| Tête de liste            | Tête de liste            | Liste          | Voix         | %            | Voix        | %           | CM     | CC     |
| ------------------------ | ------------------------ | -------------- | ------------ | ------------ | ----------- | ----------- | ------ | ------ |
|                          | Jean-Michel Catelinois * | PS             | 2 156        | 48,58        | 2 387       | 53,59       | 23     | 7      |
|                          | Fabien Limonta           | UMP            | 1 511        | 34,04        | 2 067       | 46,41       | 6      | 2      |
|                          | Bernard Ban              | DVD            | 771          | 17,37        |             |             |        |        |
|                          |                          |                |              |              |             |             |        |        |
| Inscrits                 | Inscrits                 | Inscrits       | 6 957        | 100,00       | 6 955       | 100,00      |        |        |
| Abstentions              | Abstentions              | Abstentions    | 2 349        | 33,76        | 2 346       | 33,73       |        |        |
| Votants                  | Votants                  | Votants        | 4 608        | 66,24        | 4 609       | 66,27       |        |        |
| Blancs et nuls           | Blancs et nuls           | Blancs et nuls | 170          | 3,69         | 155         | 3,36        |        |        |
| Exprimés                 | Exprimés                 | Exprimés       | 4 438        | 96,31        | 4 454       | 96,64       |        |        |
| * Liste du maire sortant |                          |                |              |              |             |             |        |        |

### Saint-Rambert-d'Albon
- Maire sortant : Gérard Oriol (UDI)
- 29 sièges à pourvoir au conseil municipal (population légale 2011 : 6 013 habitants)
- 6 sièges à pourvoir au conseil communautaire (CC Porte de DrômArdèche)

|                          | Vincent Bourget | DVG            | 1 108 | 50,16  | 22 | 5 |  |  |
|                          | Gérard Oriol *  | DVD            | 1 101 | 49,84  | 7  | 1 |  |  |
|                          |                 |                |       |        |    |   |  |  |
| Inscrits                 | Inscrits        | Inscrits       | 3 784 | 100,00 |    |   |  |  |
| Abstentions              | Abstentions     | Abstentions    | 1 444 | 38,16  |    |   |  |  |
| Votants                  | Votants         | Votants        | 2 340 | 61,84  |    |   |  |  |
| Blancs et nuls           | Blancs et nuls  | Blancs et nuls | 131   | 5,60   |    |   |  |  |
| Exprimés                 | Exprimés        | Exprimés       | 2 209 | 94,40  |    |   |  |  |
| * Liste du maire sortant |                 |                |       |        |    |   |  |  |

### Saint-Sorlin-en-Valloire
- Maire sortant : Maurice Ruetsch
- 19 sièges à pourvoir au conseil municipal (population légale 2011 : 2 143 habitants)
- 2 sièges à pourvoir au conseil communautaire (CC Porte de DrômArdèche)

|                          | Louis Julien      | DVD            | 551   | 52,93  | 15 | 2 |  |  |
|                          | Maurice Ruetsch * | DVG            | 490   | 47,07  | 4  |   |  |  |
|                          |                   |                |       |        |    |   |  |  |
| Inscrits                 | Inscrits          | Inscrits       | 1 534 | 100,00 |    |   |  |  |
| Abstentions              | Abstentions       | Abstentions    | 454   | 29,60  |    |   |  |  |
| Votants                  | Votants           | Votants        | 1 080 | 70,40  |    |   |  |  |
| Blancs et nuls           | Blancs et nuls    | Blancs et nuls | 39    | 3,61   |    |   |  |  |
| Exprimés                 | Exprimés          | Exprimés       | 1 041 | 96,39  |    |   |  |  |
| * Liste du maire sortant |                   |                |       |        |    |   |  |  |

### Saint-Vallier
- Maire sortant : Jacques Cheval
- 27 sièges à pourvoir au conseil municipal (population légale 2011 : 3 992 habitants)
- 4 sièges à pourvoir au conseil communautaire (CC Porte de DrômArdèche)

|                          | Jacques Cheval * | PS             | 729   | 100,00 | 27 | 4 |  |  |
|                          |                  |                |       |        |    |   |  |  |
| Inscrits                 | Inscrits         | Inscrits       | 2 127 | 100,00 |    |   |  |  |
| Abstentions              | Abstentions      | Abstentions    | 998   | 46,92  |    |   |  |  |
| Votants                  | Votants          | Votants        | 1 129 | 53,08  |    |   |  |  |
| Blancs et nuls           | Blancs et nuls   | Blancs et nuls | 400   | 35,43  |    |   |  |  |
| Exprimés                 | Exprimés         | Exprimés       | 729   | 64,57  |    |   |  |  |
| * Liste du maire sortant |                  |                |       |        |    |   |  |  |

### Tain-l'Hermitage
- Maire sortant : Gilbert Bouchet (DVD)
- 29 sièges à pourvoir au conseil municipal (population légale 2011 : 5 822 habitants)
- 7 sièges à pourvoir au conseil communautaire (CA Arche Agglo)

|                          | Gilbert Bouchet * | UMP            | 1 625 | 67,06  | 25 | 6 |  |  |
|                          | Emmanuel Guiron   | DVG            | 798   | 32,93  | 4  | 1 |  |  |
|                          |                   |                |       |        |    |   |  |  |
| Inscrits                 | Inscrits          | Inscrits       | 3 950 | 100,00 |    |   |  |  |
| Abstentions              | Abstentions       | Abstentions    | 1 413 | 35,77  |    |   |  |  |
| Votants                  | Votants           | Votants        | 2 537 | 64,23  |    |   |  |  |
| Blancs et nuls           | Blancs et nuls    | Blancs et nuls | 114   | 4,49   |    |   |  |  |
| Exprimés                 | Exprimés          | Exprimés       | 2 423 | 95,51  |    |   |  |  |
| * Liste du maire sortant |                   |                |       |        |    |   |  |  |

### Valence
- Maire sortant : Alain Maurice (PS)
- 49 sièges à pourvoir au conseil municipal (population légale 2011 : 63 148 habitants)
- 27 sièges à pourvoir au conseil communautaire (CA Valence Romans Agglo)

| Tête de liste            | Tête de liste    | Liste          | Premier tour | Premier tour | Second tour | Second tour | Sièges | Sièges |
| Tête de liste            | Tête de liste    | Liste          | Voix         | %            | Voix        | %           | CM     | CC     |
| ------------------------ | ---------------- | -------------- | ------------ | ------------ | ----------- | ----------- | ------ | ------ |
|                          | Nicolas Daragon  | UMP-UDI        | 10 958       | 46,05        | 13 549      | 53,54       | 38     | 21     |
|                          | Alain Maurice *  | PS             | 7 557        | 31,76        | 10 211      | 40,35       | 10     | 6      |
|                          | Patrick Royannez | EELV           | 2 649        | 11,13        | 10 211      | 40,35       | 10     | 6      |
|                          | Richard Fritz    | FN             | 2 632        | 11,06        | 1 545       | 6,10        | 1      |        |
|                          |                  |                |              |              |             |             |        |        |
| Inscrits                 | Inscrits         | Inscrits       | 39 412       | 100,00       | 39 447      | 100,00      |        |        |
| Abstentions              | Abstentions      | Abstentions    | 14 855       | 37,69        | 13 320      | 33,77       |        |        |
| Votants                  | Votants          | Votants        | 24 557       | 62,31        | 26 127      | 66,23       |        |        |
| Blancs et nuls           | Blancs et nuls   | Blancs et nuls | 761          | 3,10         | 822         | 3,15        |        |        |
| Exprimés                 | Exprimés         | Exprimés       | 23 796       | 96,90        | 25 305      | 96,85       |        |        |
| * Liste du maire sortant |                  |                |              |              |             |             |        |        |